# Johann Schreye
Johann Schreye (* vor 1420; † vor 1493 in Hamburg) war ein deutscher Propst des Klosters Harvestehude.

## Leben
Johann Schreye war ein Kind des Englandfahrers Dietrich Schreye. Er hatte vier ältere Geschwister. Der Vater starb auf einem Kriegszug gegen das Herzogtum Sachsen-Lauenburg während der Belagerung von Schloss Bergedorf im Jahr 1420. Der Großvater Albert Schreye starb 1424. Johann Kletze, Ehemann seiner Tante Geseke Cletzen, übernahm für Johann Schreye und dessen Geschwister die rechtliche Vertretung und zahlte ihnen Renten.
Johann Schreye kann erstmals 1455 mit dem Kloster Harvestehude in Verbindung gebracht werden. In dieser Zeit schrieb er das erste Kopialbuch des Klosters, das heute im Hamburger Staatsarchiv aufbewahrt wird. Schreye, der auf den ersten Seiten des Buchs als Autor verzeichnet ist, verfasste die meisten Seiten des Buchs wahrscheinlich selbst. Er ordnete vermutlich die Urkunden des Klosters neu und legte ein entsprechendes Verzeichnis an. Die Urkunden gliederte er geografisch, versehen mit Buchstaben, die in Kästchen stehend in einer großen Lade zu finden sind. Schreye erstellte eine kurze Chronik des Konvents, in dem er seinen Vorgänger Johann von Nordorf lobend erwähnte. Schreye war der Überzeugung, dass von Nordorf das Kloster nach einem Brand von 1308 schnell wieder aufgebaut habe. 
Auch unter Schreyes Leitung kam es zu Bautätigkeiten: er hielt im Kopialbuch fest, dass er 1455 die Befestigung des Ufers der Eppendorfer Mühle in Auftrag gegeben habe. Das Kirchendach wurde erneuert, 1456 und 1460 Renovierungsarbeiten an Kirche, Küche, Brauhaus und Refektorium durchgeführt. Schreye selbst erhielt als Angestellter ein jährliches Gehalt und arbeitete Äbtissin und Priorin nur zu, was im Gegensatz zu entsprechenden Posten in anderen Klöstern ungewöhnlich war. Da geistliche Frauen außerhalb des Klosters nicht tätig werden durften, konnte Schreye hier selbst Aufgaben übernehmen. Wesentlichen Einfluss auf Klosterbelange hatte er trotzdem mit dem von ihm erstmals erstellten Kopialbuch, das die Verwaltung der Einrichtung neu gestaltete.
Schreye erlebte während seiner Dienstzeit einige der unruhigsten Vorgänge in der Klostergeschichte: das Kloster besaß als Schenkung das Dorf Wellingsbüttel, für das das Erzbistum Bremen ein Rückkaufrecht besaß. Während Schreyes Amtszeit wollte das Erzbistum das Recht in Person des Administrators Hinrich von Schwarzburg geltend machen. Nachdem sich Schreye widersetzt hatte, schrieb von Schwarzburg an den Hamburger Rat, den er bat, ihm bei einer Visitation Hilfe zu leisten. Er hatte vorab festgelegt, dass er das Kloster reformieren und die Äbtissin Margarethe Vermersen auswechseln wollte. Außerdem sollte der Lebenswandel der Nonnen geändert werden.
Die Visitation sollte am 16. Dezember 1482 stattfinden. Die angereiste Kommission von Geistlichen konnten das Kloster aufgrund einer Gruppe aufgebrachter Bürger jedoch nicht betreten. Einen Tag später kam es bezüglich der Visitation zu starken Diskussionen zwischen Einwohnern und dem Rat im Hamburger Rathaus. Die anwesenden Bürger stammten meist aus der Mittel- und Oberschicht und waren oftmals mit den Nonnen des Klosters verwandt. In Folge der Verhandlungen erhielt der Erzbischof von Bremen das Rückkaufsrecht für Wellingsbüttel, das Klosterleben selbst blieb jedoch unangetastet. Während der Verhandlungen starb Äbtissin Vermersen. Auf sie folgte Anfang 1483 Anna Kale. Im selben Jahr kam es aufgrund des Klosters zu einem Aufstand Hamburger Bürger gegen den Rat der Stadt. Sie konnten in einem Rezess erreichen, dass der Rat die Institution unter seinen Schutz stellte.